# 斯奎爾灣
67°51′S 67°0′W / 67.850°S 67.000°W
斯奎爾灣是南極洲的海灣，位於葛拉漢地，寬18公里，入口處是馬蹄島，該海灣由英國探險隊命名並繪入地圖，現時由南極條約體系管理。